# Mycetobia thoracica
Mycetobia thoracica är en tvåvingeart som beskrevs av Guérin-Méneville 1835. Mycetobia thoracica ingår i släktet Mycetobia och familjen fönstermyggor. Inga underarter finns listade i Catalogue of Life.